# هیلویو (کنتاکی)
هیلویو (به انگلیسی: Hillview) شهری در ایالت کنتاکی کشور ایالات متحده آمریکا است که جمعیت آن در سرشماری سال ۲۰۱۰ میلادی، ۸٬۱۷۲ نفر بوده‌است.